# Площа Пігаль
Пло́ща Піга́ль (фр. Place Pigalle) — площа в Парижі, на межі 9-го та 18-го муніципальних округів. Названа на честь французького скульптора Жана-Батиста Пігаля (1714–1785). Розташована на перетині бульвару Кліші із вулицями Дюперре, Пігаль, Фрошо, Андре Антуан, Удон, проспектом Фрошо. Площа дала назву відомому кварталу Пігаль, який в першій половині 20-го століття славився своїми борделями.

## Історія

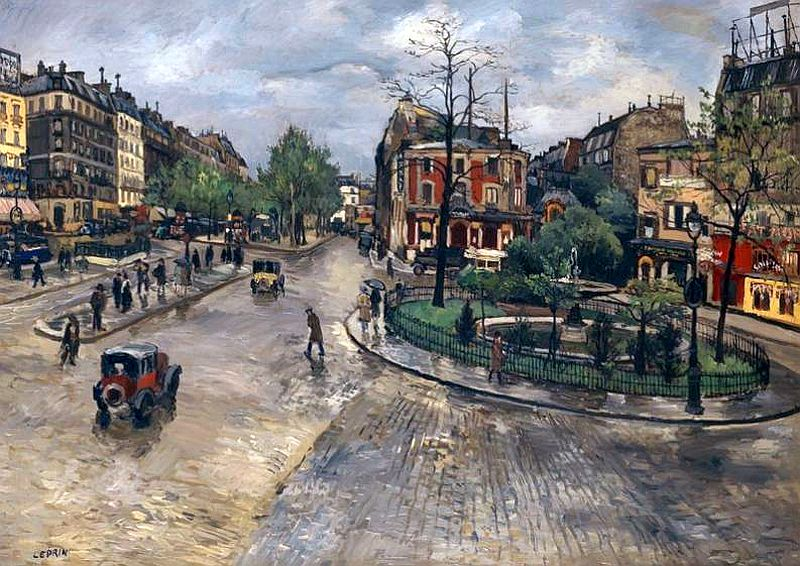
La Place Pigalle — картина Марсель Лепрен, 1925

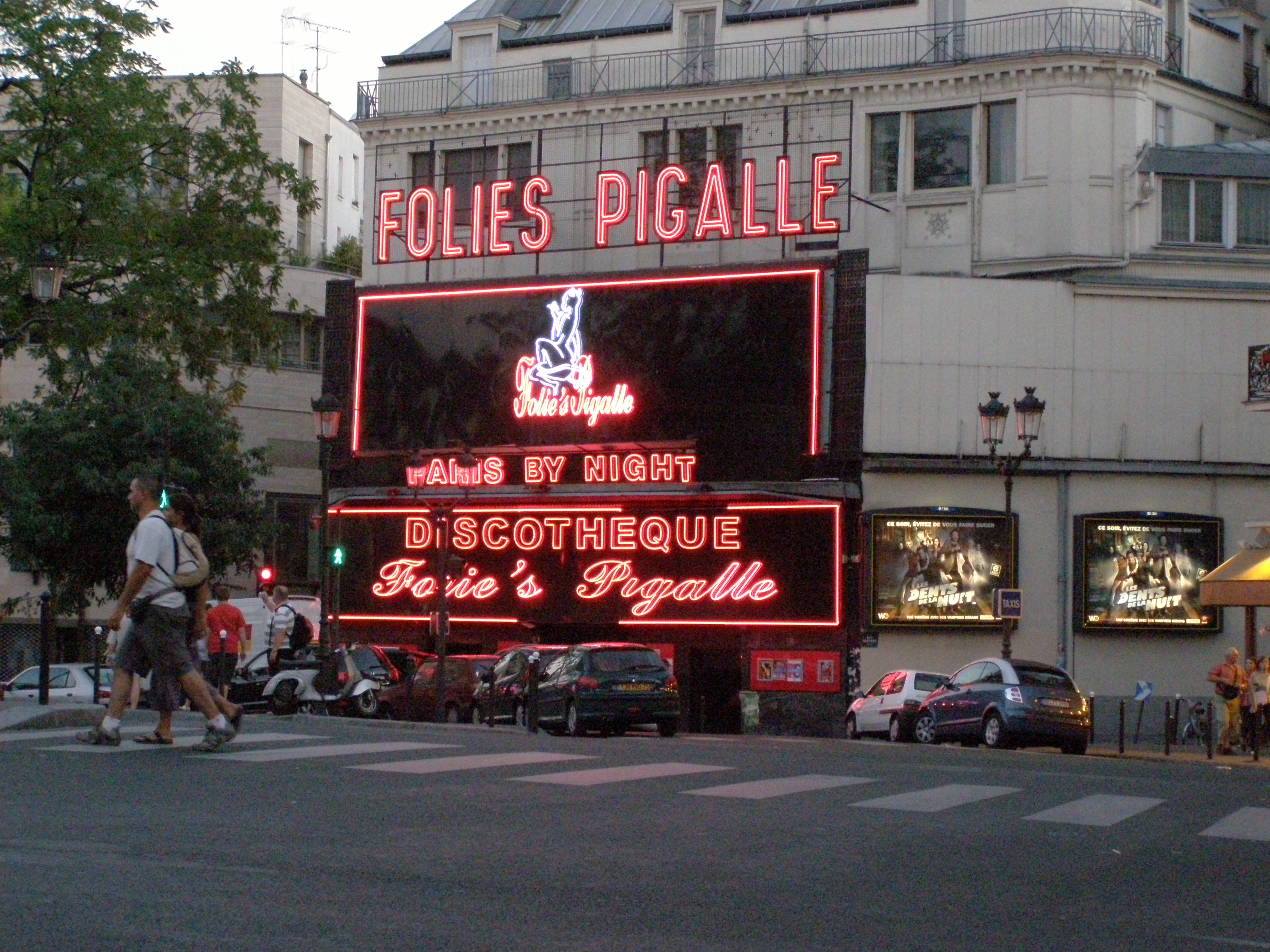
Дискотека «Фоліз Пігаль» — один із відомих закладів на площі

Колись парижан і гостей міста до кварталу Пігаль вабили заборонені розваги на кшталт кабаре «Мулен Руж» і театру жахів «Гран гіньоль» (останній зараз закритий).
Південна частина площі Пігаль зайнята музичними магазинами, де продають музичні інструменти та устаткування.
Студія Тулуза-Лотрека знаходилася саме на площі Пігаль, сам він був завсідником Мулен Ружа і часто малював повій та життя Монмартрських кабаре.
Також свого часу тут жили Пікассо та Ван Гог. Роботи Сальвадора Далі виставлені неподалік у музеї Espace Dalí.
Пігаль — кінцева зупинка «Монмартробюса», крім того сюди з центру можна дістатися на метро: лінія 2 і 12, зупинка Pigalle .